# Phố Wall: Ma lực đồng tiền
Phố Wall: Ma lực đồng tiền (tựa gốc tiếng Anh: Wall Street: Money Never Sleeps, Wall Street 2 hoặc Wall Street 2: Money Never Sleeps) là phim điện ảnh chính kịch của Mỹ năm 2010 do Oliver Stone đạo diễn, đồng thời là phần tiếp nối của phim Wall Street (1987). Phim có sự tham gia của Michael Douglas, Shia LaBeouf, Josh Brolin, Carey Mulligan, Frank Langella, Susan Sarandon và đặc biệt là Eli Wallach trong vai điện ảnh cuối cùng của ông.